# Branchinecta
Branchinecta – rodzaj bezpancerzowców z rodziny Branchinectidae. Obejmuje ok. 50 gatunków, występujących na wszystkich kontynentach z wyjątkiem Afryki i Australii. Największym przedstawicielem tego rodzaju jest Branchinecta gigas (osiąga do 8,6 cm długości). Należąca do tego rodzaju Branchinecta brushi razem z Boeckella palustris są najgłębiej żyjącymi skorupiakami (5920 m). W 2011 dwa gatunki wyodrębniono z rodzaju Branchinecta i utworzono dla nich nowy rodzaj Archaebranchinecta. 
Gatunki należące do rodzaju:
- Branchinecta achalensis Cesar, 1985
- Branchinecta belki Maeda-Martínez, Obregón-Barboza & Dumont, 1992
- Branchinecta brushi Hegna & Lazo-Wasem, 2010
- Branchinecta campestris Lynch, 1960
- Branchinecta coloradensis Packard, 1874
- Branchinecta constricta Rogers, 2006
- Branchinecta conservatio Eng, Belk & Eriksen, 1990
- Branchinecta cornigera Lynch, 1958
- Branchinecta dissimilis Lynch, 1972
- Branchinecta ferox (M. Milne-Edwards, 1840)
- Branchinecta gaini Daday, 1910
- Branchinecta gigas Lynch, 1937
- Branchinecta granulosa Daday, 1902
- Branchinecta hiberna Rogers & Fugate, 2001
- Branchinecta iheringi Lilljeborg, 1889
- Branchinecta kaibabensis Belk & Fugate, 2000
- Branchinecta lateralis Rogers, 2006
- Branchinecta leonensis Cesar, 1985
- Branchinecta lindahli Packard, 1883
- Branchinecta longiantenna Eng, Belk & Eriksen, 1990
- Branchinecta lynchi Eng, Belk & Eriksen, 1990
- Branchinecta mackini Dexter, 1956
- Branchinecta mediospina Rogers, Dasis & Murrow, 2011
- Branchinecta mesovallensis Belk & Fugate, 2000
- Branchinecta mexicana Maeda-Martínez, Obregón-Barboza & Dumont, 1992
- Branchinecta minuta Smirnov, 1948
- Branchinecta oriena Belk & Rogers, 2002
- Branchinecta orientalis G. O. Sars, 1901
- Branchinecta oterosanvicentei Obregón-Barboza, et al., 2002
- Branchinecta packardi Pearse, 1912
- Branchinecta paludosa (O. F. Müller, 1788)
- Branchinecta palustris Birabén, 1946
- Branchinecta papillosa Birabén, 1946
- Branchinecta potassa Belk, 1979
- Branchinecta prima Cohen, 1983
- Branchinecta raptor Rogers, Quinney, Weaver, and Olesen 2006
- Branchinecta readingi Belk, 2000
- Branchinecta rocaensis Cohen, 1982
- Branchinecta sandiegonensis Fugate, 1993
- Branchinecta serrata Rogers, 2006
- Branchinecta somuncurensis Cohen, 1983
- Branchinecta tarensis Birabén, 1946
- Branchinecta tolli (G. O. Sars, 1897)
- Branchinecta valchetana Cohen, 1981
- Branchinecta vuriloche Cohen, 1985